# Papageien
Die Papageien entsprechen in der Systematik der Vögel der Ordnung der Psittaciformes (Papageienvögel). Die Systematik der Papageien ist aufgrund neuer phylogenetischer Untersuchungen stark im Umbruch. Traditionell werden Papageien nur in zwei Familien unterschieden, nämlich die Kakadus und die Eigentlichen Papageien, heute sind es jedoch vier Familien mit den Altweltpapageien (Psittaculidae) als dritter und den Strigopidae als vierter.

## Wesen
Allen Papageien gemeinsam ist die aufrechte Körperhaltung und der kräftige Schnabel. Sie ernähren sich von Samen, Beeren, Früchten, Blüten und Knospen sowie Wurzeln und Rinde.
Viele Arten fressen auch Insekten und deren Larven. Einige Arten treten in großen Schwärmen auf. Schwärme des Nacktaugenkakadus umfassen gelegentlich mehr als 70.000 Individuen. Papageien werden seit langer Zeit als Haustiere gehalten. In einigen Gebieten der Welt sind sie als Schädlinge angesehen. Insbesondere in Australien richten große Schwärme der Rosa-, Gelbhauben- und Nacktaugenkakadus zum Teil beträchtliche Schäden in der Landwirtschaft an. Sie werden deshalb als landwirtschaftliche Schädlinge in einigen Regionen verfolgt.

## Namensherkunft

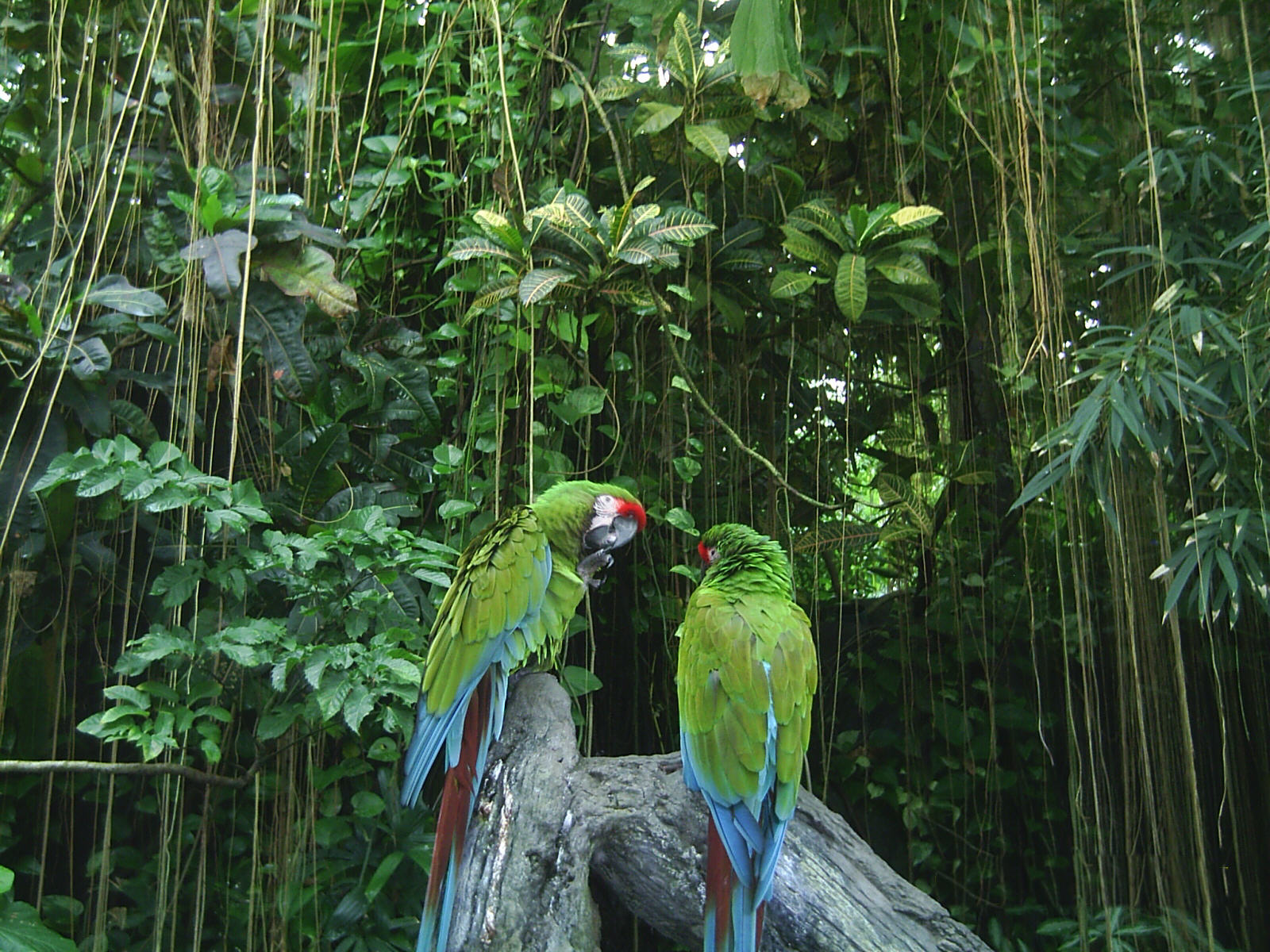
Zwei Kleine Soldatenaras (Ara militaris)

Die Bezeichnung Psittaciformes leitet sich vom antiken Psittacus oder Sittacus ab, das wiederum eine Übernahme aus dem Altindischen ist. Die Bezeichnung erreichte zusammen mit den ersten Importen von Papageienvögeln unter Alexander dem Großen Europa. Weitere Bezeichnungen wie Kakadu oder Ara stellen ebenso Übernahmen aus Sprachen der jeweiligen Herkunftsgebiete dar oder besitzen geografische Bezüge (Amazonen). Die Herkunft des Wortes Papagei ist dagegen nicht ganz klar.

## Systematik
Die Ordnung der Papageienvögel umfasst rund 350 Arten mit rund 850 Unterarten. Rowley unterscheidet zwei Familien, die Eigentlichen Papageien (Psittacidae) und die Kakadus (Cacatuidae). Die Eigentlichen Papageien werden bei Rowley in zwei Unterfamilien unterteilt, die Loris (Loriinae) und die Psittacinae, deren 66 Gattungen wiederum in Triben zusammengefasst werden.
Heute werden jedoch vier Familien unterschieden. Neben den Kakadus und den Eigentlichen Papageien – diese Familie umfasst nur noch die Neuweltpapageien (Arinae), den afrikanischen Graupapagei (Psittacus erithacus) und die afrikanischen Langflügelpapageien (Poicephalus) – sind dies die Altweltpapageien (Psittaculidae) Asiens und Afrikas und die neuseeländischen Strigopidae, die die Schwestergruppe aller übrigen Papageien sind.
|  | Kakadus (Cacatuidae)                                                                                     |
|  | |
|  | \| \| Eigentliche Papageien (Psittacidae) \| \| \| \| \| \| Altweltpapageien (Psittaculidae) \| \| \| \| |
|  | |
|  | Eigentliche Papageien (Psittacidae)                                                                      |
|  | |
|  | Altweltpapageien (Psittaculidae)                                                                         |
|  | |

|  | Eigentliche Papageien (Psittacidae) |
|  |                                     |
|  | Altweltpapageien (Psittaculidae)    |
|  |                                     |

|  | Kakadus (Cacatuidae)                                                                                     |
|  | |
|  | \| \| Eigentliche Papageien (Psittacidae) \| \| \| \| \| \| Altweltpapageien (Psittaculidae) \| \| \| \| |
|  | |
|  | Eigentliche Papageien (Psittacidae)                                                                      |
|  | |
|  | Altweltpapageien (Psittaculidae)                                                                         |
|  | |

|  | Eigentliche Papageien (Psittacidae) |
|  |                                     |
|  | Altweltpapageien (Psittaculidae)    |
|  |                                     |

Umgangssprachlich werden verschiedene langschwänzige Papageienarten als Sittiche bezeichnet. Zoologisch gesehen sind Papageien mit der Endung -sittich allerdings nicht näher miteinander verwandt als mit anderen Papageien.

## Merkmale
Gemeinsame Merkmale aller Papageienvögel sind ein Kletterfuß, bei dem zwei Zehen nach vorn und zwei Zehen nach hinten gestellt sind  (Zygodactylie), und der Papageienschnabel. Die beiden kurzen Zehen I und II sind zur Körpermitte des Papageis orientiert, die beiden langen Zehen III und IV nach außen. Mit diesem Fuß führen viele Papageienarten Nahrung zum Schnabel, was nur in Ausnahmefällen in anderen Vogelgruppen vorkommt. Der Papageienschnabel wird sehr variabel für eine Vielzahl von Aufgaben eingesetzt (u. a. Halten, Knabbern, Knacken, Aufschneiden, Aufnehmen von Nektar) und ist insbesondere eine wichtige Kletterhilfe.
Die beiden Familien der Ordnung unterscheiden sich, neben der Genetik, durch bestimmte körperliche Merkmale: Kakadus haben eine aufstellbare Federhaube. Ihnen fehlt dagegen die sogenannte Dyck-Struktur der Federäste, an der sich das einfallende Sonnenlicht bricht. Eigentlichen Papageien fehlt die Federhaube, wenn auch einige Arten Nackenfedern haben, die sich zu einer Krause aufstellen lassen. Bei ihnen ist dagegen die Dyck-Struktur der Federäste vorhanden.
Nektarfressende Papageien wie Loris besitzen oft eine Pinselzunge, die zur Aufnahme von Flüssigkeit gut geeignet ist. Der Papageienschnabel ist eine hochabgeleitete Schnabelform, d. h., er weicht von der Morphologie eines durchschnittlichen Vogelschnabels stark ab.

## Stammesgeschichte
Fossilien von Papageienvögeln sind vor allem aus Europa bekannt, was weniger auf ihrer Verbreitung in geologischen Zeiten als auf den untersuchten Aufschlüssen beruht. Der erste bekannte papageienartige Vogel ist Mopsitta tanta aus dem Unteren Eozän von Dänemark, der etwa krähengroß war. Weitere Funde stammen aus dem Eozän der Grube Messel. Sie waren etwa wellensittichgroße Tiere, die bereits einen Papageienfuß, aber statt des Papageienschnabels einen Körnerfresserschnabel besaßen. Belege für erste echte Papageien stammen aus dem Miozän Frankreichs. Aus dem Miozän Neuseelands sind auch fossile Papageien bekannt, darunter mit Heracles inexpectatus eine Riesenform. Der genaue Verlauf der Evolution der Papageien ist allerdings noch ungeklärt.

## Sozialverhalten
Viele Papageienarten leben vor allem außerhalb der Brutzeit in großen Schwärmen. Diese Schwärme können, vor allem wenn die natürlichen Habitate der Vögel stark verändert wurden, als Ernteschädlinge auftreten, besonders an Obst, Getreide oder Hirse. Da Papageienvögel in der Regel sehr soziale Tiere sind, sollten sie in Gefangenschaft mindestens im Paar, wenn nicht im kleinen Schwarm gehalten werden. Der Mönchssittich (Myiopsitta monachus) legt als einzige Art Gemeinschaftsnester in der Art von Webervögeln an.

## Ernährung
Papageien ernähren sich vor allem von pflanzlicher Kost wie Früchten, Samen, Blüten, Blättern, Rinde, Wurzeln mit je nach Art unterschiedlichen Anteilen tierischer Beikost, vor allem Insekten und Insektenlarven. Die in der Nahrung enthaltenen Pflanzengifte werden anscheinend problemlos vertragen. Zu den Papageienarten mit einer besonders ungewöhnlichen Ernährungsweise zählen die Loris, die sich vor allem von Pollen, Nektar und weichen Früchten ernähren. Bei ihnen ist der Schnabel relativ lang und seitlich zusammengedrückt. An der Spitze der Zungen befinden sich verlängerte Papillen. Diese Pinselzunge dient dazu, Pollen und Nektar aus Blüten zu ernten. Pollen dient den Loris als wichtigste Stickstoffquelle, während der Nektar eine wesentliche Quelle von Kohlenhydraten ist. Fast alle Papageienarten brüten in Höhlen, vor allem in Baumhöhlen, Erdhöhlen, aber auch in Termitenbauten.

## Gefährdung
Fast 50 Prozent aller Papageienarten sind bedroht, fast 25 Prozent der Arten sehr stark gefährdet. Die Hauptgründe hierfür sind die anhaltende Lebensraumzerstörung, wie etwa durch Brandrodung oder Besiedelung auf der einen Seite, aber auch nach wie vor der Vogelhandel, der immer noch Wildfänge anbietet. Neben diesen zwei Hauptgründen existieren natürlich noch eine Reihe anderer wie z. B. die Jagd und Verfolgung als Ernteschädlinge, das Eindringen von anderen Tierarten in den Lebensraum, die Veränderung des Habitats, die Gefährdung von Brutplätzen und Nistbäumen, die Übernutzung von Nahrungsgrundlagen der Vögel.

## Verbreitung
Papageien leben in der geologischen Gegenwart auf allen Kontinenten mit Ausnahme von Europa und Antarktis. Der Verbreitungsschwerpunkt der Arten liegt in den Tropen und Subtropen, wobei auf den Südkontinenten jeweils das Südende der Landmassen erreicht wird. Die in diesen Gebieten lebenden Papageien, besonders in der Australis und in Südamerika, sind ebenso wie die nördlichsten Formen oder die in großer Höhe lebenden Arten entsprechend an Kälte angepasst.
Fossilien von Papageien aus dem Miozän und von papageiähnlichen Vögeln aus dem Eozän wie Mopsitta tanta belegen, dass Papageien ursprünglich auch in Europa vorkamen und mittlerweile sind einige Arten wie der Kleine Alexandersittich (Halsbandsittich) sowie der Mönchssittich als Neozoen in Europa wieder heimisch geworden. In den USA brüten mittlerweile 25 aus menschlicher Haltung entflohene Papageiarten in 23 Staaten, vor allem in Florida, Texas und Kalifornien.
Papageien haben sich eine große Bandbreite an unterschiedlichen Lebensräumen erschlossen. Dazu gehören tropische Regenwälder, alpine Bergwälder ebenso wie aride Habitate im Landesinneren Australiens. Zu den Papageienarten mit einem sehr ungewöhnlichen Lebensraum gehört der Klippensittich, dessen Lebensraum die Meeresküste sowie Felsinseln sind.
Etwa 60 der rund 380 Papageienarten haben inzwischen mindestens eine Brutpopulation außerhalb ihres natürlichen geografischen Verbreitungsgebietes. Diese Populationen liegen in den meisten Fällen in Großstädten und gehen auf Gefangenschaftsflüchtlinge und absichtliche Freilassungen durch Menschen zurück.

## Geschichte der Haltung von Papageien

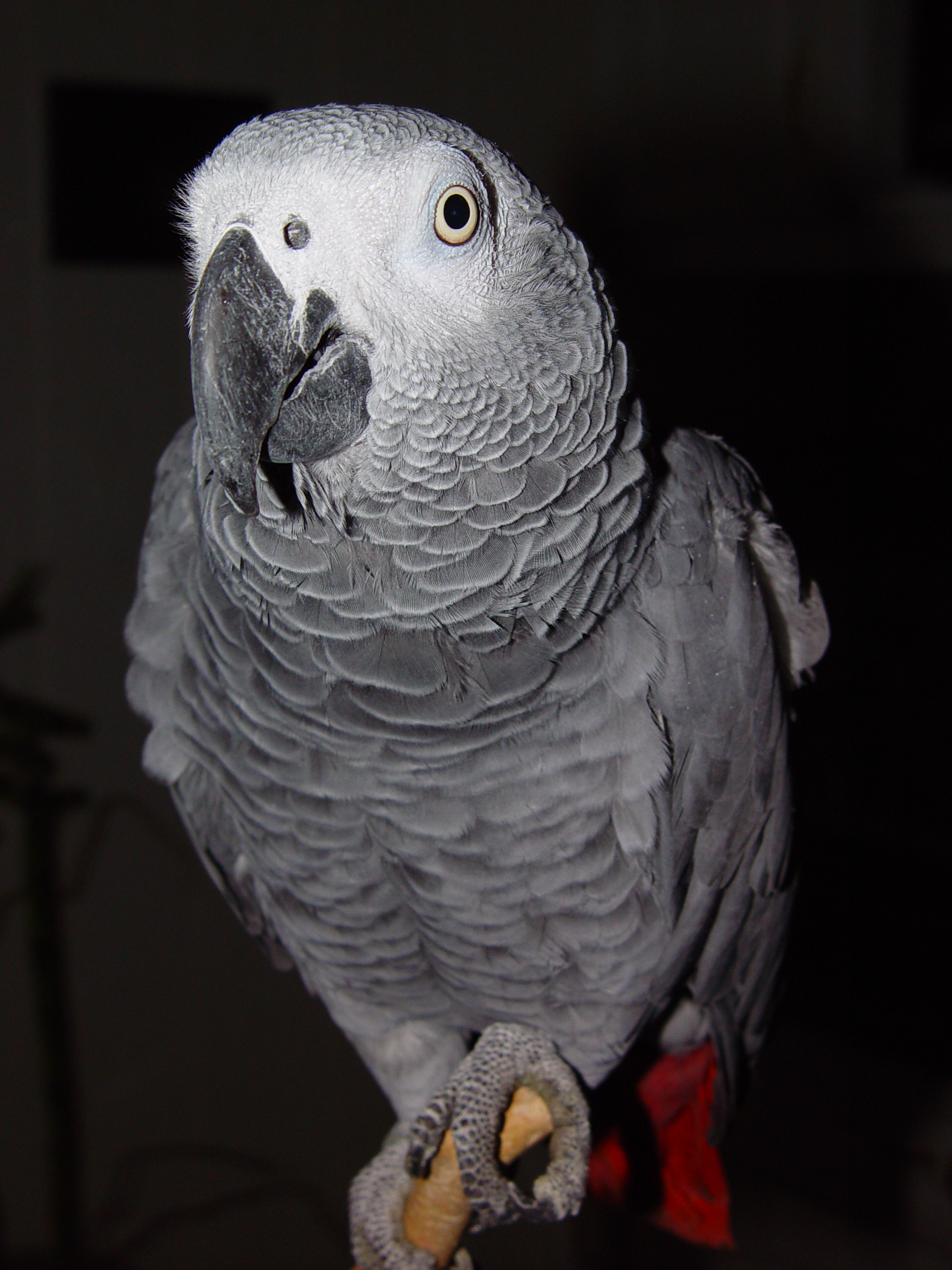
Graupapagei

Seit der Antike werden in Europa wenige Papageienarten, wie beispielsweise der Graupapagei und der Halsbandsittich, gehalten. Im Mittelalter wurden Papageien als Luxustiere bei Hofe gehalten, mit dem Zeitalter der Entdeckungen ab 1492 gelangten immer mehr Tiere als Heimtiere nach Europa, wo sich die Papageienhaltung als Statussymbol und Hobby entwickelte. Die sich zunächst langsam seit dem Ende des 19. Jahrhunderts herausbildende Professionalisierung der Papageienhaltung und die Ausweitung des Hobbys in größeren Teilen der Bevölkerung führte zur kommerziellen Massenzucht, zur Massenproduktion von Futtermitteln, Käfigen und sonstigem Zubehör sowie zu einem großen Angebot an Büchern, Zeitschriften, aber auch speziellen tiermedizinischen Angeboten. Heute werden rund 50 Millionen Papageien gehalten, wobei die Qualität der Haltungen unterschiedlich ist. Die Zahl der Papageien in der Natur wird ebenfalls auf rund 50 Millionen geschätzt.
Zum 1. Oktober 2012 ist die Psittakose-Verordnung geändert worden, seitdem ist für die Zucht von Papageien in Deutschland keine Genehmigung mehr erforderlich. Einige Papageienarten wurden durch Habitatverluste und Abfang für den Handel bereits ausgerottet, bei weiteren Arten steht dies kurz bevor. Das macht diese Ordnung zu der am stärksten bedrohten innerhalb der Klasse der Vögel. Die Haltung und der Handel von Papageien unterliegen dementsprechend Artenschutzvorschriften. Daher schlossen sich einige Privathalter, Zoos und Aquarien zusammen und kooperieren in Zuchtprogrammen, um Arten zu retten. So konnten bereits mehrere Arten gerettet werden. Die größte genetische Reserve für Papageien weltweit ist im Loro Parque auf der Kanaren-Insel Teneriffa entstanden. Dessen Präsident und Gründer, Wolfgang Kiessling, rief 1994 die Loro Parque Stiftung ins Leben, die seit ihrem Bestehen bereits 10 Papageien-Arten das Leben gerettet hat.
Durch die Haltung kam es auch zur Entstehung von Wildpopulationen der exotischen Vögel, weil Vögel den Haltern wegflogen oder ausgesetzt wurden. Wenige Arten sind aber in der Lage, als Neozoen in einer für sie zunächst fremden neuen Umwelt, meist innerstädtisch, stabile Populationen aufzubauen. Die wichtigsten Arten der Papageien, die in Europa als Neozoen auftreten, sind Halsbandsittich, Gelbkopfamazone, Mönchssittich und Großer Alexandersittich. Halsbandsittiche und Gelbkopfamazonen haben bereits mehr als drei Generationen hervorgebracht und könnten deshalb schon fast als heimisch zu bezeichnen sein.

## Sprechen und Intelligenz
Papageienvögel gehören neben den Rabenvögeln zu den Vögeln mit der höchsten Intelligenz. Papageien sind in Europa vor allem als sprachgelehrige Heimtiere bekannt, viele Papageienexperten halten das Sprechen der Papageien allerdings für eine Verhaltensstörung. Neuere Forschungen wie die der Wissenschaftlerin Irene Pepperberg zeigen, dass Papageien nicht nur nachplappern, sondern auch bedeutungsbezogen sprechen können. Am begabtesten sind dabei die Amazonen, die Aras aus Südamerika, australische Kakadus und der Graupapagei. Ihre Intelligenz wird mit der von Primaten verglichen. 
Irene Pepperberg trainierte ihren Graupapagei Alex  zunächst, indem sie beispielsweise die Worte für bestimmte Farben, Formen und Materialien von Gegenständen vorsagte, bis er sie beherrschte. Nach bestimmter Zeit brachte der Papagei die Wörter mit den jeweiligen Gegenständen in Verbindung. Die Anzahl der Dinge konnte er bis zu einer Zahl von sechs oft ohne Schwierigkeit wiedergeben. Wenn Alex gefragt wurde, welche Merkmale verschiedene vorhandene Gegenstände gemeinsam hatten, antwortete er oft richtig, indem er Farben und Materialeigenschaften bezeichnete. Auch die Gedächtnisleistungen dieses Papageis waren erstaunlich, auch sie entsprachen – nach Ansicht von Pepperberg – ungefähr der von Schimpansen. Die Sprachfähigkeit der Papageien beruht wie beim Menschen auf Bewegungen der Zunge, die Laute werden also nicht im Stimmorgan geformt. Auch im Bereich der sozialen Intelligenz sind sie nach Studien des Max-Planck-Instituts mit Delfinen und Primaten vergleichbar.

## Heraldik
Auf den Wappen von Eiterfeld und Zwönitz ist ein Sittich abgebildet; beim Wappen der Antilleninsel Dominica sind Kaiseramazonen die Schildhalter.
Siehe auch: Papagei (Wappentier)

### Einführende Werke
- Tony Juniper, Mike Parr: Parrots, A guide to parrots of the World. Yale University Press, 1998, ISBN 0-300-07453-0. (englisch)
- Werner Lantermann: Papageienkunde. Biologie, Verhalten, Haltung; Artenauswahl der Sittiche und Papageien. Parey, Berlin 1999, ISBN 3-8263-3174-5.
- Joseph M. Forshaw: Australische Papageien. 2 Bde. Arndt-Verlag, Bretten, 1. deutschsprachige Auflage (2003)

### Vollständige Artlexika
- Thomas Arndt: Lexikon der Papageien Arndt-Verlag, Bretten. (Vierbändiges Lexikon über die Papageien der Welt.) Als CD-ROM: IDN 980519543
- Franz Robiller: Papageien. 3 Bde. Hohenheim, Stuttgart. (Dreibändiges Lexikon über die Papageien der Welt.)

### Historisches
- Hans Strunden: Papageien einst und jetzt. Geschichtliche und kulturgeschichtliche Hintergründe der Papageienkunde. Sonderband aus Enzyklopädie der Papageien und Sittiche Horst Müller-Verlag, Bomlitz 1984, ISBN 3-923269-22-6.

### Online-Nachschlagewerke
- Suchindex für papageienspezifische Literatur, besonders Arten (APN)
- Artenbeschreibungen Steckbriefe und Abbildungen sämtlicher Papageienarten und -unterarten (in englischer Sprache)